# Suroi.io
《suroi.io》는 HasangerGames가 서버 종료를 한 surviv.io를 되살리겠다고 마음먹고 만든 무료 온라인 배틀 로열 게임이다. 2023년 5월에 웹사이트에 출시되었으며, 2023년 6월에 ios와 안드로이드 모바일에서도 플레이가 가능하게 되었다. 출시 이후 지금까지 꾸준히 업데이트를 하고 있다.
위에서 아래를 내려다보는 관점의 맵에서 다른 플레이어들과 전투할 수 있으며, 무기와 같은 물품과 다양한 아이템들을 찾아서 강해지면 된다.

## 같이 보기
- 배틀그라운드
- surviv.io